# Tytoń Burley

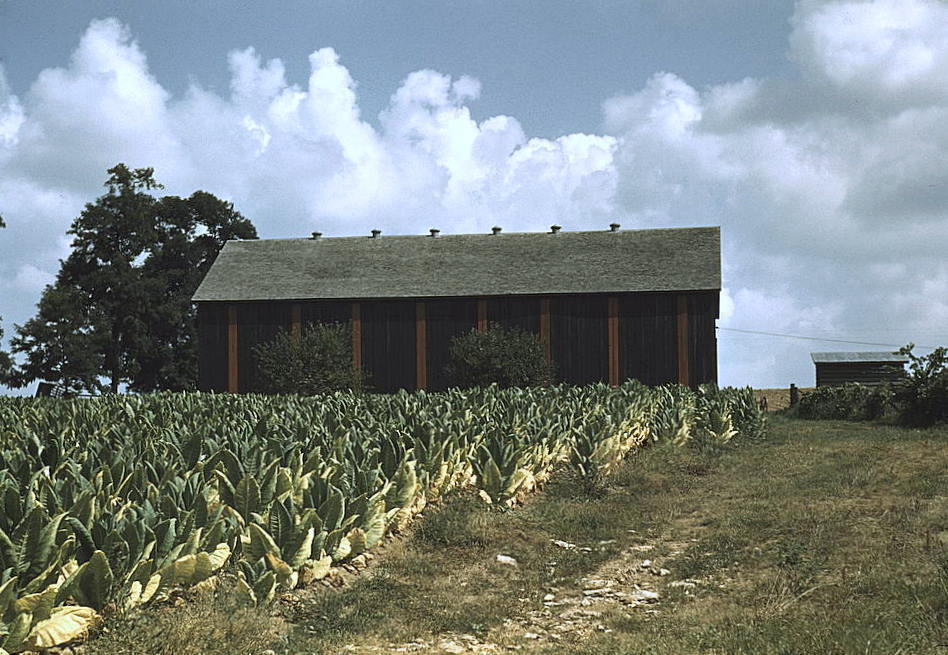
Uprawa tytoniu Burley

Tytoń Burley – jest to jeden z tytoni, stosowanych do produkcji papierosów. Posiada jasnozieloną barwę.
Uprawa tej rośliny wymaga bardzo urodzajnej gleby i intensywnego nawożenia. Najlepszy tytoń Burley uprawia się w USA, Malawi, Indonezji, Ameryce Środkowej. W Polsce 40% uprawianego tytoniu stanowi odmiana Burley. Aby można było tę odmianę tytoniu wykorzystać do produkcji papierosów, należy poddać ją procesowi suszenia powietrzem. Proces ten odbywa się w dobrze wentylowanych pomieszczeniach i trwa do dwóch miesięcy. Po tym procesie liście tytoniu Burley zmieniają kolor na brunatny i tracą prawie cały cukier. Dzięki temu tytoń zyskuje smak zbliżony do cygara. 
Burley jest również składnikiem mieszanki typu amerykańskiego (American blend), z której produkowane są papierosy takie jak Lucky Strike, Pall Mall. Często tytoń, który jest suszony powietrzem nasącza się roztworami cukrów na przykład: lukrecja czy melasa. Mieszanka tytoniowa może również zawierać dodatek substancji smakowo-zapachowych.